# Dálnice 47
Die ursprünglich als Dálnice 47 (D47) geplante Autobahnstrecke zwischen Brno und Ostrava ist seit ihrer Fertigstellung zwischen 2007 und 2012 ein Abschnitt der heutigen Dálnice 1.

## Geschichte

### 1963–1978
Die Planung einer Autobahnverbindung zwischen Brno und Ostrava findet sich, im Gegensatz zu den meisten anderen tschechischen Autobahnprojekten, bereits 1963. Von Beginn an ist diese Strecke als D47 gekennzeichnet. Die nach den Plänen in Brno am Knoten der D1 mit der D2 (Kreuz Brno-jih) anknüpfende D47 verläuft zunächst auf einer gemeinsamen Trasse mit der D1 etwa 25 Kilometer nach Osten, bevor im Bereich der Orte Komořany, Rousínov und Podbřežice die beiden Strecken sich voneinander trennen. Während die D1 weiter nach Osten in Richtung über Uherské Hradiště – Uherský Brod – Trenčín – Žilina – Poprad – Prešov – Košice bis zur Grenze mit der Sowjetunion verlaufen sollte, richtete sich die D47 nach Nordosten in Richtung Vyškov – Ivanovice na Hané – Němčice nad Hanou – Kojetín – Přerov – Lipník nad Bečvou – Hranice – Bělotín – Studénka – Bílovec – Ostrava – Bohumín – Grenze der Tschechoslowakei / Polen.

### 1979–1992
Der Bau des ersten Abschnitts der geplanten D47 begann im April 1979 als gemeinsamer Abschnitt mit der D1. Es handelte sich um die 6,775 Kilometer lange Strecke zwischen Brno-Süd und Brno-Ost. Dieser Abschnitt wurde am 9. September 1983 eröffnet, aber aufgrund der gemeinsamen Führung mit der Autobahn D1 nur als Autobahn D1 bezeichnet, obwohl er auch gleichzeitig ein Teil der Autobahn D47 darstellte.
Eine weitere gemeinsame Verlängerung der D47 und D1 wurde im Oktober 1984 eröffnet zwischen Brno-Ost und Holubice mit einer Länge von 7,585 Kilometern. Damit betrug die Gesamtlänge der D47 14,36 Kilometer.
Noch im selben Jahr, im Dezember 1984, begann der Bau des nächsten gemeinsamen Abschnitts der D1 und D47, diesmal in den Plänen auch als D47 beschriftet. Dies ist die Strecke von Holubice bis Tučapy mit einer Länge von 9,066 Kilometern. Am Ende dieses Abschnitts war ein Autobahndreieck geplant, wo die D1 und D47 sich trennen sollten. Dieser neue Abschnitt der gemeinsamen D1 und D47 und der etwa einen Kilometer lange Abschnitt einer gesonderten D47 wurde am 11. November 1988 in Betrieb genommen. Insgesamt hatte die D47 damit eine Länge von 23,4 Kilometern, jedoch überwiegend als Teil der gemeinsamen Trasse mit der Autobahn D1.
Im Mai 1989 beginnen die Arbeiten an einem weiteren Abschnitt der D47. Dies ist die 9,575 Kilometer lange Strecke Tučapy–Vyškov. Sie wurde am 30. Juli 1992 dem Verkehr übergeben.

### 1993–1998
Die politische Wende in der Tschechoslowakei und die dadurch herbeigeführte Teilung des Landes in Tschechien und die Slowakei blieb auch für die Straßenplanungen nicht folgenlos, so dass Veränderungen im Netzplan vorgenommen wurden.
Am 10. November 1993 änderte die Regierung die geplante Trasse der D1 in die Slowakei ab Brno auf die Route Rousínov – Vyškov – Ivanovice na Hané – Němčice nad Hanou – Kojetín – Kroměříž – Hulín – Tlumačov – Zlín – Vizovice – Púchov – Žilina.  Zusätzlich wurde beschlossen, dass die D47 nicht mehr direkt von Kojetín nach Přerov, sondern von Hulín nach Přerov geführt werden soll. Gleichzeitig wurde festgelegt, dass der Abschnitt Brno – Hulín nur als D1 gewidmet wird. Diese Änderungen hatten zur Folge, dass die D47 in allen Bereichen, in denen sie bereits entweder als Teil der gemeinsamen Trasse mit der D1 oder als selbständige Trasse (Komořany – Kojetín) ihren Status verlor und fortan nach 14 Jahren Bauzeit und 10 Jahren Betrieb wieder nicht über einen einzigen unter Verkehr befindlichen Abschnitt verfügte.
Am 16. Oktober 1996 beschloss die Regierung Tschechiens, dass der Abschnitt Hulín – Grenze Tschechien / Slowakei nur als Schnellstraße R49 gebaut wird. Dies hat zur Folge, dass Straßeneigenschaften (Querschnitt, Trassierung), Verwaltung, Wartung, Kennzeichnung und anderes nicht mehr den Standards einer Autobahn entsprechen werden. Es wurde angegeben, dass die Gründe dafür vor allem finanzieller Natur waren, weil der Bau und Betrieb der Autobahn teurer ist als der Bau und Betrieb von Schnellstraßen. Zudem wurde ausgeführt, dass aufgrund der erwarteten niedrigen Verkehrsbelegung in diesem Abschnitt nicht eine Notwendigkeit für eine Autobahn bestünde. Allerdings dürfte auch die Teilung der Tschechoslowakei für diese Entscheidung eine Rolle gespielt haben. Durch diese Verkürzung der D1 war daher eine Situation geschaffen, in dem die Autobahn D1 bei Hulín endet. An ihr knüpften die R49 in die Slowakei und die D47 nach Polen an.

### 1999–2001
Am 21. Juli 1999, entschied die tschechische Regierung, dass die Trennung zwischen D1 und D47 nicht bei Hulín, sondern bei Lipník nad Bečvou erfolgt. Damit wurde erneut die D1 erweitert und die geplante D47 verkürzt. Von der ursprünglichen Gesamtlänge der D47 von rund 170 Kilometern waren nunmehr noch 80,152 Kilometer übrig geblieben.
Am 20. Mai 2001 wurde ein Regierungsabkommen zwischen der Tschechischen Republik und Polen unterzeichnet, das die Anbindung der tschechischen D47 an das polnische Autobahnnetz über die A1 vorsieht, die von der Grenze Tschechien / Polen über Rybnik – Gliwice – Częstochowa – Piotrków Trybunalski – Łódź – Toruń nach Gdańsk führt.

### 2002–2006
Am 28. Mai 2002 fand bei Ostrava die Feier für den ersten Spatenstich für die D47 am Brückenbauwerk über die Silnice I/11 statt, an der auch Mitglieder der tschechischen Regierung teilnahmen. Allerdings verzögerte sich der tatsächliche Baubeginn aufgrund von Eigentums- und Finanzierungsproblemen bis zum 16. Oktober 2003, als dann die 8,540 Kilometer lange Strecke von Ostrava-Rudná bis Hrušov in Angriff genommen wurde.
Am 19. Mai 2004 begann der Bau des 4,460 Kilometer langen Abschnitts Hrušov – Vrbice, am 1. Oktober 2004 der Abschnitt Vrbice – Bohumín. Am 26. November 2004 rückten die Baumaschinen für den 15,383 Kilometer langen Abschnitt zwischen Lipník nad Bečvou und Bělotín an, der für eine 6-streifige Ausführung (3 Fahrstreifen je Richtung) vorgesehen ist.
Am 25. März 2005 begannen die Arbeiten am 11,678 Kilometer langen Abschnitt Bílovec – Ostrava-Rudná. Ein Jahr später, am 6. April 2006, erfolgte der Baubeginn der 11,682 Kilometer langen Strecke von Hladké Životice – Bílovec. Weniger als zwei Monate später, am 23. Mai 2006, begann der Bau des nächsten Teilstrecke Bělotín – Hladké Životice mit einer Länge von 18,096 Kilometern.

### Ab 2006
Im Jahr 2006 traf die Straßen- und Autobahndirektion Tschechiens die Entscheidung, dass alle Teile der D47 als Autobahn D1 gewidmet werden. Nur in der technischen Planung und internen Kennzeichnung blieben Abschnitte als D47 gekennzeichnet, während sie aus der Straßenkennzeichnung vollständig verschwand. Damit reduzierte sich die Zahl der tschechischen Autobahnen von sieben auf sechs, jedoch ohne Auswirkungen auf die Länge der zu diesem Zeitpunkt geplanten tschechischen Autobahnen und Schnellstraßen mit 1006,604 Kilometern. Die Autobahn D1 wird mit ihrer Fertigstellung (geplant 2026, Stand 2024) von Prag bis zur Staatsgrenze Tschechien/Polen führen und ihre Länge wird damit von 296,555 Kilometer auf 376,707 Kilometer anwachsen.